# Chukwuma Eze
Chukwuma Eze (Lagos, Nigeria, 16 de noviembre de 2003), conocido como Eze, es un futbolista nigeriano que juega como central en el Real Avilés Industrial C. F. de la Primera Federación, cedido por el Real Oviedo.

## Carrera
Nacido en Lagos, Eze se unió a las categorías inferiores del Real Oviedo en agosto de 2021, procedente del equipo local Collis Edwin SC. El 9 de agosto de 2022, tras finalizar su formación, salió cedido esa temporada al CD Llanes de Tercera Federación. 
El 1 de septiembre de 2023, Eze salió cedido a L'Entregu CF, equipo también en Tercera Federación.  En julio de 2024, pasó a formar parte del  Real Oviedo Vetusta, en la misma categoría. El 27 de noviembre renovó su contrato hasta 2028. 
Eze debutó con el primer equipo el 26 de abril de 2025, sustituyendo a Dani Calvo en la segunda mitad del partido ante el Levante UD en la jornada 37 de Segunda División, saldándose con una victoria por 1-0 en casa. 